# Gedraaide zeedraad
De gedraaide zeedraad (Hartlaubella gelatinosa) is een hydroïdpoliep uit de familie Campanulariidae. De poliep komt uit het geslacht Hartlaubella. Hartlaubella gelatinosa werd in 1766 voor het eerst wetenschappelijk beschreven door Peter Simon Pallas als Sertularia gelatinosa.

## Beschrijving
Deze hydroïdpoliep vormt struikvormige kolonies, die lijken op een smalle flessenborstel of een vossenstaart. De stelen zijn tot 20 cm lang en vertakt. De hydrotheca zitten op geringde steeltjes. Ze zijn maximaal 0,5 mm lang en hebben een duidelijk kanteelvormige rand (kartels met rechte hoeken). De gonotheca zijn langwerpig ovaal, met een platte top en daarop een opening op een verhoging.

## Verspreiding en leefgebied
De verspreidingsgebied van gedraaide zeedraad loopt van Zuid-Noorwegen tot in de Middellandse Zee en de Zwarte Zee. Het zet zich vast op elke harde ondergrond, met name op grote wieren. Het komt voor van het intergetijdengebied tot in ondiepe delen van het sublitoraal. Gedraaide zeedraad houdt van een lichte stroming en kan goed tegen slib in het water en tegen lagere zoutgehaltes.